# 凄絶!嫁姑戦争 羅刹の家
凄絶!嫁姑戦争 羅刹の家（せいぜつ!よめしゅうとめせんそう らせつのいえ）はテレビ朝日系列で1998年4月9日 - 6月25日に放送されたテレビドラマ。全12話。
原作は「週刊女性」に連載されていた井出知香恵のレディースコミック。のちに20年後という設定で、第二部が掲載された。一部では嫁ぎ先で一見、上品だが心を病んでいる姑の争いと夫の無理解、周囲の人物との軋轢に悩む杳子。二部では、子供達が結婚し姑となった杳子が様々な問題に直面しながらも、ボランティアで嫁姑専門の電話相談員を引き受ける姿が描かれる（作中に登場する相談者の身の上話は、作者に送られた手紙の中のエピソードがメイン）テレビドラマ化に当たり、貴史の両親と祖父母、紗江子の姑のファーストネーム・逸郎と史子の姓などが設定され、同時に原作とは大幅に変更された涼香と逸郎の言動を、掲載当時は認識されていなかったストーカーという言葉で非難する場面が見られる。

## ストーリー
恋人の小椋貴史から、結婚を申し込まれた戸越杳子。その直後に父が病死。葬儀後、関係が良好だと信じていた母と祖母の確執が浮上し、ショックを受けたこともあり（原作では亡くなったのは祖母。幼少期から母との確執を目の当たりにして来たとなっている）結婚に不安を抱きながらも、貴史の家族に挨拶をする杳子。暖かく迎え入れられたようであったが、庭の離れで見かけた不気味な老婆に不安を抱く。結婚直後に貴史は中東アジアへ単身赴任を命じられ、妊娠を理由に小椋家で綾乃達と同居する事になった杳子は、同時に姑である綾乃への反論、義妹である沙江子の婚約者、逸郎との関係を誤解されたこともあり、憎悪の対象となってしまう。貴史の従姉妹でもあり、元恋人で彼を諦めきれない涼香と手を組んだ綾乃は杳子に対し、逸郎、そして舅の孝夫との不倫、大姑の澄代の殺害などの言い掛かりを付ける。

## 登場人物

### 第1部
小椋杳子： 加藤紀子
地方出身（テレビドラマ版では群馬県館林市出身という設定）で、高校卒業と同時に上京。短大卒業後、企業受付嬢として就職。妊娠までマンションで暮らしていた。20代半ばで貴史と結婚するが姑とのトラブル等に巻き込まれ、第一子を流産させられてしまう。旧姓は戸越。明朗で心優しい性格だったが、綾乃らからの嫌がらせで次第に変化。しかし最終回で綾乃の過去、そして悲しみなどを知って歩み寄る。o型。
二部では息子と娘の結婚に伴い姑となる(開始当時、48歳)温厚な性格で周囲に対しての理解者ではあるが、綾乃に対しての負い目、貴史の不倫などによる心の傷などから少々、意固地で潔癖な面がみられる。美雪、そして加奈江らとの対立などから電話相談員のボランティアに生き甲斐を見出すが、貴史の歩み寄りを受け入れられない事を始め、周囲との行き違いから離婚を決意。家を出た直後に追って来た加奈江と複数回に渡り揉めた末、絶望して車道に飛び出し負傷。意識不明の重体になり目覚める事を拒否してしまうが、夢枕に立った綾乃から母親として家族を守る様に諭されたこと、幽体離脱状態で貴史と家族の本心を知って関係を修復。ボランティアを再開する。　
小椋貴史 ： 保阪尚輝
小椋家の長男で杳子の夫。仕事に関しては有能だが、母と妹に対しては優柔不断な面があり、問題から目を背けてしまうなど杳子を守り切れない。高校生の頃に父の不倫現場を目撃。激怒して殺人を企て、ホテル従業員に阻止されている。それ以来、父を軽蔑する様になり、高校卒業後に家を出る。そしてアルバイトをしながら学費を稼ぎ大学卒業後、大手商社に勤務。結婚直後に単身赴任となるが、中盤で帰国した際、人違いで史子の襲撃に遭い負傷。その後、綾乃の策略で職場に史子が乗り込んで来て騒ぎを起こされた事と同時に自身の健康などへの考慮などもあり転職。
二部では、浮気を展開したとして杳子から軽蔑され、遠ざけられたことから不仲になり、加えて彼女が孝夫から相続した証券を全額、自分に渡したと言いながら実は一部を内緒で隠し持っていたこと、そこから得た利益で史子を援助していた事を知って立腹。布宇子と愛人契約を結んでいた時期があるが、連続するトラブル等から杳子の良さに気づく。その後はズレた言動で杳子を怒らせてしまう事もあったが、不倫をした緋呂美を連れ戻しに行ったり、負傷した杳子を連れて行かないで欲しいと両親の仏前に願掛けをする等、家族を守る努力をする。定年退職後は友和が復興させた企業に再就職。A型。
小椋涼香 ： 伊藤かずえ　
孝夫の弟の娘で貴史とはいとこ同士。幼少期から貴史と親しく、高校生の頃に恋愛関係になるも血縁などを理由に綾乃らから反対される。貴史から恋愛感情が消えた事を認められず、のちに彼と結婚することになった杳子に対して、結婚式を台無しにするなど一方的に嫌がらせを展開していたが、叶わぬと知ると別の男と結婚。女児を出産の後、離婚する。自分本位な性格と虚言癖を理由に杳子を始めとする周囲から嫌悪されている。原作での読み名は「りょうか」だが、テレビドラマ版では「すずか」と呼ばれている。他にも一流大学卒、父の事業失敗による一家離散、貴史との結婚への固執が恋愛感情の他、本家の財産相続が目的という理由・夫と復縁後に姑刺殺未遂で逮捕という設定が加えられている上、綾乃に対しての対人感情の揺れ、凶器を振り回して杳子を殺そうとする等、原作よりも感情的な言動が多くみられる。
原作では、海外で知り合った日本人(名は浩明)と結婚するが、彼の母の認知症をきっかけに近親相姦疑惑が浮上。娘の加奈江を連れて離婚。その直後に綾乃の社交辞令を都合良く解釈し、昴が婚約者だと加奈江に言い聞かせていた様子。二部では登場時、40代後半。私利私欲の為に自身と昴の不倫をでっち上げようとする等など強欲で身勝手な性格に加え、杳子に対して「昴を頂く」「あなたに貴史と加奈江を奪われた」「加奈江は貴史の子」などと言い出す支離滅裂な言動が見られ、娘夫婦からも憎悪されていた。帰国後はキャバクラを経営していたが、不摂生から胃潰瘍を患い入院。経済的に困窮したこともあり、終盤付近で加奈江と手を組んで杳子を家から出そうとするが緋呂美から罵られて追い返される。だがのちに昴に離婚を切り出された加奈江に「自業自得だ」と諭して離婚届けを用意。昴に謝罪するも彼が加奈江とやり直すつもりだと聞き感涙。お礼を言う。店で接客する姿を見た昴が「年齢の割に若々しく美人」と驚いた事もある。
篠田逸郎 ： 沢村一樹　
沙江子の婚約者で挙式直前だったが、杳子への心変わりと綾乃の暴挙を目の当たりにした事から婚約破棄。その後も強い思い込みにより杳子について回り、身勝手で執拗なアタックを繰り返した為、周囲からストーカー呼ばわりを受ける。企業社長の御曹司で、花ノ坊とはかつて接触があった様子。貴史との離婚を覚悟した杳子を受け入れたこともあるが、彼女の本心を知って離婚を思いとどまるように諭した。
原作では友好的な態度が誤解を招いてはいるものの、杳子に対して恋愛感情は抱いておらず、紗江子との婚約破棄と同時に海外へ赴任。その後は登場しない。周囲に対しての接し方は常に紳士的に描かれている。
小椋（宮地）沙江子 ： 佐藤仁美
小椋家の長女で貴史の妹で登場時は大学生。勝ち気でちゃっかりした面、依存心の強さと綾乃に似た猜疑心を持ち、杳子に辛く当たる事もあるが、基本的には素直な性格で、両親の不仲に悩み、自身の出生を疑ったり、父を負傷させた母の罪を被ろうとした事もある。逸郎との婚約破棄直後、大学の後輩でもある誠至から告白を受け交際。光枝から反対されるも妊娠した事により結婚となる。嫁姑の対立と夫の優柔不断さなどで流産しかかるが、無事に男児を出産(宗博と命名)直後に実家に逃げ込み、綾乃と離れで暮らしていたこともあるが、杳子に罵られたことと綾乃が兄に固執する姿と暴挙を目の当たりにした事などから宮地家に戻り、杳子からのアドバイスを実行する形で敷地内別居に踏み切る。のちに「開き直って悪妻に徹する事でうまく行く様になって来た」と宮地家での立場が向上している事を杳子に告げている。A型。二部には登場しない。
戸越 守 ： 穴田太郎　
杳子の実弟。原作では別居を希望する良子に立腹した両親と揉めての家出騒動、結婚（自分を選んでくれた事で安心した、として良子は同居を承諾）。父親になる姿などが描かれている。
宮地誠至 ： 橋爪浩一
実業家の跡取り息子。同じ大学に在籍していた沙江子に憧れており（紗江子より年下）逸郎と破綻した事を知った事から告白。母の反対で一旦は破談になるも、妊娠という事実を作り結婚に踏み切る。少々、優柔不断・マザコンの一面が見られ、母と沙江子の対立に戸惑い、紗江子が家風に馴染まないなら離婚もやむを得ないと言い杳子に罵られる。家同士が絶縁状態になった後も貴史とは交流を続けていた様子。
原作では「誠志」と表記。新婚旅行先で紗江子を置き去りにして、母と外出。紗江子を怒らせてしまうというエピソードが描かれる。　
新庄史子 ： 渡辺由紀
孝夫の愛人でバーを経営。孝夫の子を妊娠し同棲を開始。小椋家の遺産を狙うが綾乃の策略で流産し、孝夫にも去られる。杳子の仕業と思い込み、殺害を企てるが、誤って貴史を刺してしまう。以前、店にやって来た花ノ坊と関係を持った時に聞き出した言葉を元に、貴史が花ノ坊の子ではないかと公言するが、事実を証明した綾乃から名誉毀損で訴えられる。その後、綾乃から貴史を退職させる計画に荷担。脅迫の末、退職金の一部を慰謝料として受け取り去ってゆく。この為、貴史から憎悪されている。
二部では以前、自身が事件を起こした場所である温泉旅館の仲居として働いており、旅館にやって来た緋呂美と友和の精神状態等を心配。孝夫との過去を持ち出して脅かす等、自分なりの手段で帰宅させる様に仕向ける。杳子から資金援助を受けていた事を感謝しており、彼女に緋呂美達が無事に戻ったかと確認の電話をした直後、持病の腎臓病が悪化し危篤状態になり、友人に頼んで杳子を呼び出す。そこでサラリーマンとの結婚。嫁姑のトラブルの末に無一文で家を追い出される形で離婚していると打ち明け、孝夫の愛人だった頃が最も幸せだった。今も幸せなつもりでやって来たと杳子に伝え、死の床につく。
宮地光枝 ： 奈美悦子
誠至の母で企業のオーナー社長。やや気の強い性格で息子の結婚に反対。のちに杳子が沙江子に別居を勧めた事を立ち聞きして激怒。小椋家とは絶縁状態となる。出産した紗江子が実家に逃げ込んだ時は息子と共に貴史と杳子に対して話し合いの席を持ち、苦言を呈している。
原作では結婚当初に姑に苦労させられたというセリフ・息子に執着し、偶然見かけた杳子に「紗江子に結婚を諦めさせて欲しい」と懇願したり、結婚後の紗江子との対立などが描かれている。孝夫の死後に紗江子の相続分を気にして役立たず呼ばわりをする等、冷酷な拝金主義者でもある様子。　
水野弥生 ： いしのようこ
小椋家の近所に住む主婦。姑の反対を押し切って結婚したが、嫌がらせで流産に追い込んだ姑を憎悪し丑の刻参りを実行。筋違いな憎悪を抱く涼香から連絡を受けた姑と喧嘩の末に負傷させてしまい逮捕。誤解から杳子を憎み、釈放後に自棄になり家出。水商売の仕事を探そうとしてイラだっていた事もあり、説得しようとした杳子を突き飛ばしてしまったこともあるが、のちに杳子の協力で夫と復縁する。
原作では苗字は設定されておらず、名は平仮名表記。夫の名は満男。姑から受けた嫌がらせ等の詳細が描かれている。当てつけに貴史を誘惑した事もある。そしてキャバ嬢の仕事で生計を立てて独居していたが、杳子の連絡もあり夫と復縁する。
小椋澄代 ： 三條美紀
孝夫の実母。息子の元へ嫁いで来た綾乃に対して悪辣な嫌がらせを展開した結果、孝太郎を自殺に追い込んだ。のちに綾乃によって離れに幽閉され、暴力などを含む虐待を受ける様になる。孫の嫁である杳子の元へ逃げ込むが、そこに居合わせた沙江子に階段から突き飛ばされ、足を滑らせ転落。寝たきりに近い状態となってしまう。涼香の嗾しで結婚式場に乱入。披露宴を台無しにしたとして綾乃から折檻される。杳子が同居を開始してから数ヶ月後、杳子を綾乃と見間違え殺害しようとした末、杳子と逸郎の目の前で力尽きるように病死。認知症の症状が出ていた。
原作では孝太郎から贈られたダイヤモンドの指輪を綾乃に奪われており、結納の日に指輪を身につけていた杳子を襲撃。負傷させてしまう。この時に綾乃から鞭打たれ、同席していた杳子の母からも冷たい目を向けられている。　
戸越静江 ： 赤座美代子
杳子の実母。杳子の為にウエディングドレスを作り上げる。自身の経験などから、杳子を心配し、貴史に厳しい言葉を投げる事もある。
原作での名は涼子。姑（杳子の祖母）との対立の詳細などがテレビドラマ版と異なる。過去の経験を教訓に息子夫婦と上手く接している。貴史を信用出来ず、昴を雪の中に晒した杳子に平手打ちを食らわす等、厳しさと優しさを持ち合わせた愛情深い性格。二部では杳子に対して「貴史と添い遂げる様に」アドバイスしていた事がセリフで描かれている。
小椋 昴 ： 島田涼暉（子役）
貴史と杳子の息子。可愛らしく、綾乃と対立する杳子を注意する等、健気な性格だが、杳子への当てつけとして綾乃に虐待されたり、呪詛を受けたりした事もある。
二部では登場時は医大生。幼少期の暗く辛い経験から医師を目指すようになった。在学中に打算等から実業家の娘、美雪と結婚するが、直後に彼女の実家が破綻したことなどから不仲になり、同時に接近して来ていた加奈江の誘惑に乗り妊娠させてしまう。そして美雪に慰謝料を支払う形で離婚し加奈江と再婚。医師免許取得後は医師としてドイツで家族と暮らしていたが、涼香と折り合いが悪く帰国。大学病院の勤務医となる。美雪と加奈江、それぞれが持ち込む問題に目を背けたり、加奈江の早産の原因となってしまったり、レイプされた加奈江に離婚を切り出し、単身でドイツの研究所に戻ろうとするなど身勝手で無責任な言動が多く、息子が発熱した際にも無関心で緋呂美に任せっきりにしようとしたとして杳子に平手打ちを食らわされる。杳子が負傷した事から次第に心境に変化が発生、加奈江と再構築を決意。ドイツの研究所が破綻した為、教授によりニューヨークでの職を紹介される。ややマザコンの面が見られる。
花ノ坊元之 ： 峰岸徹　
かつて綾乃が通っていた茶道の家元の息子。結婚前の綾乃の恋人でもあった。マスコミなどに対しては精錬潔癖なイメージで通しているが、実は好色家等、問題行動が多い。凍結口座の小切手を握らされるなど、最終的には綾乃からも見放される。
原作では、愚弄した杳子からビンタを食らっている。史子の店の常連客で彼女とも関係を持っていた。
旅館の若女将春木みさよ
杳子の友人で、京都の老舗旅館に嫁いだ。息子連れで家出して来た杳子を匿う。
原作では認知症の大姑と、息子の正樹が登場。他にも姑との対立・花ノ坊に迫られて困っていたことなどが、セリフで描かれている。
貴史の上司山崎一
史子が乗り込んで騒ぎ立てる姿を見て貴史に解雇を告げる。原作には登場しない。
小椋孝夫 ： 田村亮　
小椋家の当主で、貴史の実父。穏やかな性格で杳子に対しては良き理解者だが、綾乃を信用せずに孝太郎の自殺の遠因となったことと、その後も綾乃を裏切り続けた事を理由に貴史と紗江子から反感を抱かれていた。史子の妊娠を機に家を出て、勤務先を退職し同棲。しかし史子が流産すると彼女を見捨て、温泉付近で陶芸をしながら一人暮らしを始めるが、何者かに襲撃され入院。綾乃に謝罪し帰宅するが、不貞を理由に紗江子の結婚式への参列を拒まれる。昴に対して愛情深く接していたが急逝。死に際の言葉と綾乃を無下に扱った遺言状が更なるトラブルを起こしてしまう。テレビドラマ版では、綾乃の茶道の弟子という設定が加えられている。A型。
小椋綾乃 ： 山本陽子
貴史の実母で茶道の師範。頭脳明晰で穏やかな印象を持つ美人だが、澄代から虐められた過去の傷と貴史への執着心などから杳子に悪辣な嫌がらせをしてしまう。度重なる孝夫の裏切り行為、史子の妊娠等の心労から心神喪失状態となり放火・傷害などを起こしたのち、貴史からの罵倒にショックを受け、自殺を図ろうとしたところを杳子の説得により思い留まり、同時に和解するが病死。プライドが高い。A型。
二部では時折、杳子の夢枕に立っている。
魔物の声 / 本編ダイジェストナレーション ： 杉田郁子
赤ちゃんの声 ： 袴田義明
ナレーター（オープニング「羅刹」ナレーション） ： 来宮良子

### 原作、一部のみ
直子
杳子の友人。姑との対立を理由に海外赴任となった夫についてゆき、現地で出産。しかし治安の悪さ・言語・育児でノイローゼになり自殺を図る。その事を理由に姑に息子を奪われ、夫からも病気を理由に離婚を切り出され帰国。のちに姑に可愛がられて幸せそうな息子の姿を見た事から、長男でない男と再婚したいと思う様になったという体験談と嫁姑のトラブルには夫を完全に味方につける事が大事と杳子に話して聞かせる。髪型はスーパーストレートヘア。ドラマ版では冒頭に同名の友人が登場。自身の結婚式で杳子にブーケを渡して喜ばれている。
佐山(戸越)良子
杳子の実弟嫁。酒乱でdvの父と近所でも良妻賢母と評判の母を持つ。しかし寝たきりで言葉を話す事が出来ない祖母に対して母が父への憎悪として人しれず暴行を加えている場面を目撃したことがトラウマ化し、杳子に相談を持ちかけた事がある。守と交際するが、同居を躊躇う気持ちをうまく伝えられず、戸越家の両親を怒らせてしまう。しかし守が両親と絶縁してでも結婚したいと言い出した為に気持ちが晴れて同居を承諾。のちのちの嫁姑関係は良好で杳子の里帰り中、昴のかわいらしさに触発されて妊娠。男児を出産する。原作のみの登場。
友木純一
貴史の勤務先の上司で、貴史と杳子の仲人を依頼される。地方の旧家の次男で、兄弟の中で母に最も可愛がられていたが、高校卒業後は在京。そして帰省した時に寝たきりの母を邪険にする兄嫁に立腹し、母の世話をするが、あまりの要求の多さに激怒した翌日、母が入水自殺したという過去を忠告の様な形で杳子に話して聞かせている。
初子
杳子の高校の同級生。大学卒業後は遺伝子関連の研究員をしており、医学博士号を取得。貴史が孝夫の子ではないのでは？と史子が言い出した際、杳子からDNA鑑定に関しての相談を持ちかけられる。この時に嫁と不仲で息子が自殺。以前から不倫疑惑のあった嫁の産んだ子のDNA鑑定を依頼。その結果、不倫相手のDNAが検出されたという鑑定依頼者の話を持ち出し「真実を知る事が必ず幸せに繋がるとは限らない」「真実から目を背けて騙された振りをするのも幸せになる道」と忠告。同時に縁遠く独身である自分自身を慰める様なセリフも見られる。キャリアを積んでいる事から杳子に憧れられる。
敏江
杳子の父方のおば(姉か妹かは不明)戸越家から30キロほど離れた旧家へ嫁ぐが、同居の姑から暴力などの嫌がらせを受け、傷だらけで実家に逃げ込む。杳子の祖母に「帰らなくていい」と言われているが、のちの動向は明かされてない。杳子の母と祖母の確執の一因となっている。

### 第二部の登場人物
柳沢（小椋）美雪
昴の最初の妻。登場時は昴と同じ大学に在学する21歳。実業家の両親の援助を受け、東京のマンションで独居。外車を所有し六本木でブティックを経営していた。華やかな風貌だが周囲の状況より自身の感情を優先させる等、思いやりに欠ける高慢な性格で杳子を挑発。昴の子を妊娠した事を理由に小椋家、秋野家と合同の挙式をおこなうが、その直後に実家が破産。両親の心中などを目の当たりにした事から流産し葬儀にも出られない程に健康状態が悪化。
相続放棄を条件に昴と入籍。大学を中退し小椋家の離れに入居。ブティックで雇われ店員として働く様になるが、財産と子供をなくした自分から昴の心が離れ、結婚前から接近していた加奈江と親密になっているのを悟ったのと、社会的身分など生活環境の激変、親戚からの絶縁もあり次第に精神を病み、両親に対して援助を断った秋野夫人・元から毛嫌いしていた杳子を憎悪。ブティックを出店さえすれば元の状態に戻れるという思い込みから小椋家の財産を狙い、杳子に対して化粧品への劇薬混入、殺人未遂、放火などを起こす（自身も心の病に気づいて、密かに通院を続けていた）。
怪我で入院中、昴と加奈江から追い込みを掛けられ自殺未遂・昴への傷害未遂を起こすが、1千万円の慰謝料を条件に弁護士立ち会いの下、離婚に応じ地方へ転居という形で小椋家を去ってゆく。この時に杳子に対して弱さを見せると同時に、諭してもいる。
柳沢竹夫・幸代
美雪の両親。地方都市でデパートを経営。見栄っ張りで様々な事業に手を出したり、娘にブティック経営を全額出資で任せるなどの結果、不採算が多くなり同時に湾岸戦争の影響等で経営状態が悪化。
しかし美雪には状況を知らせず「将来は後を継いで経営者」「生まれた子供は母が美雪の住むマンションに通って世話をする」などと吹聴。結婚に関して多額の資金援助をおこなう形で昴と結婚させている（自分の家が破綻しても多くの財産を持つ勤務医と結婚させれば娘の将来は安泰とし、美雪と昴を騙した様子）。
結婚式の直後不渡り手形を出し実質的に経営破綻となり、美雪に財産を手放さなければならないと電話で伝えた直後、秋野夫人の元を訪れ、土下座をして1億円近い援助を懇願するが侮蔑され、債権者に追われて消息不明。その翌日に山中の別荘で首を吊って心中しているところを杳子と昴、そして美雪に発見され、数日後の新聞のベタ記事に顔写真入りで掲載される。
小椋加奈江
涼香の娘。幼少期から海外で育っており、物心がつく前に両親が離婚。父に関しては日本国籍である他は一切､知らされず、母からも放置に近い状態で育てられた様子が見られる。昴とは血縁上又従兄妹同士だったが母の陰謀で「昴が婚約者」と思い込み、美雪との結婚直前に押し掛けて来る。
フランスからの帰国と同時にデパートに就職。外商部に配属されていた。しかし美雪から逃げるようにドイツへ向かった昴を追ってゆき誘惑し妊娠。単身で帰国し美雪と示唆。のちに離婚が成立した昴の後妻となる(もともと昴とは同姓だった為、結婚後も姓が変わらず、どちらが世帯主かは不明)当初はドライでさばけた印象だったが、結婚後は強欲な面を表出させたり次第に悩みを抱え不安定になる事も多くなり、身勝手で甘えた性格だと周囲に揶揄された事がある。「杳子にすれば同じ孫なのに杏奈は洋たちほど可愛がられてない」と悩んだこともある。
緋呂美が斎村と駆け落ちした際、杳子の依頼で舞子の世話をしており、謝罪した緋呂美に嫌味を言ったりもした。
雄を妊娠中、涼香、そして杳子などへの憎悪に悩み、中絶をしようと病院へ。しかしそこで一緒になった女性から身の上話を聞かされ中絶を断念。その直後に性別を医師から知らされている。
母である涼香に「ほったらかしにされた」「自分勝手な女」として不満を抱き、悪く言う事も多く、非常識な態度に激怒しゲンコツで顔を殴り飛ばしたこともあるが、内心では認められたい思いもある様子で、母娘で結託し小椋家の財産を狙い、杳子を怒らせる。のちに離婚を決意した杳子を子供達を家に置き去りにする形で温泉まで追ってゆき、トラブルの末に行きずりの人間にレイプされる。その直後、路上で罵倒した杳子が事故に遭い重体となった時には、直前に宿泊していた旅館の女将の証言などから警察から杳子殺害未遂の嫌疑を掛けられ、昴からも離婚を切り出され自棄になる。子供達の親権を手放そうとまでするが、昴の本心を母から聞いて、貴史の看病をしたり、子供を預かって貰った緋呂美に礼を言う等、次第に素直な性格になってゆく。トラブル回避の為に杳子の退院を待たずにニューヨークへ旅立とうとするが空港閉鎖で足止めを食らって、家族揃って貴史と杳子に会いにゆく。容姿は母似。
小椋（秋野）緋呂美
貴史と杳子の長女。幼少期からピアニストを夢見て、音大に進学したが、在学中にプロポーズを受けたこともあり、秋野友和と結婚。しかし嫁姑のトラブル、秋野家の経済的破綻などを理由に大学を休学。友和に離婚を切り出すも拒否され、同時に妊娠が判明。その頃から小椋家の離れに一家転住するが、心を病んだ姑に放火で殺されかかった事もある。出産後は本宅で両親と同居。ピアノ教室の講師をしながら大学を卒業。
その後、婿扱いに不満を抱いていた友和の意向で独立した住居に引っ越すが、隣家に住む姑と遠藤からの嫌がらせを受け、舞子を出産直後に斎村と不倫関係になり京都へと駆け落ち。しかし追って来た父と友和に見つかった末に傷害事件に発展。その直後に彼の本心を知り、別れを決意。同時に友和に離婚を切り出すが拒否された上で杳子からも懲罰を受けて子供達と引き離され、飲み屋のピアニストとして独居。一旦、実家に戻ったのちに、真弓の罠に掛けられて激怒していた友和に歩み寄る。
かつては秋野家の財産に浮かれたり、美雪の実家が破産した事を内心で喜ぶ。逆に秋野家が破綻した時は被害妄想に囚われる等、わがままで自分本位な面も見られたが、様々な経験ののちに、次第に周囲を気遣うよ.うになる。美雪と加奈江とは対抗心などから常に不仲で、特に接触期間が長い上、母という立場が同じである加奈江に対しては面と向かって嫌味を言い合ったり、つかみ合いの喧嘩をしたりもしたが、子供達に対しては良い母親、叔母であり、離婚の危機に接した兄夫婦の子を預かっていた。容姿は母似。
秋野友和
実業家の跡取り息子として育てられる。大学在学中に父の病死。異母妹の存在が浮上等の問題が発生。母の後押しもあり当時、交際していた緋呂美と結婚するが、のちに重役の不正発覚・バブル経済崩壊等で大規模な経営縮小・財産の処分を余儀なくされる。
この時に経営上のトラブルに巻き込まれ逮捕されるが、母が3億円の保釈金を支払ったことなどから執行猶予がつけられ、不動産企業を再建。飛躍させてゆく。緋呂美の不倫を知って逆上し斎村を襲撃したり、懲罰として子供達を母と遠藤に育てさせようとしたことがあるが、自身も水商売の女と関係を持ったり真弓の罠に掛かって、彼女と関係を持ってしまう。
トラブル解決後は緋呂美と和解。財産を狙う遠藤、そして悪巧みをする真弓と滝沢に立ち向かう。当初は優柔不断・マザコンの面が見られたが、次第に母から自立してゆき家庭人として企業社長として成長。遠藤の死後、母を厳重に叱責し施設に入居させるが時折、こっそりと面会に行っている。
秋野夫人
友和の母。婿養子を迎える形で家を継ぎ、千葉県のゴルフ場を始めとする事業を拡大。やり手の実業家として知られていた。代々続く資産家である事を鼻に掛け小椋家、そして心中した美雪の両親を中傷。友和の父が浩子の母と不倫した事に立腹し、病死する程のノイローゼに追い込んだり、憎悪する相手に言いがかりを付ける等、高慢・執拗・冷酷で自分本位な性格だったが、事業失敗で心の病気を発症。破綻の理由を緋呂美の存在にこじつける等、周囲に対して意地悪かつ奇妙な言動が多くなり、身内での会食の席に生ゴミを被った服を着て現れた時には加奈江から猛烈な罵倒と絶縁宣言を受ける。
一時期、小椋家の離れに一家で住んでいたが、緋呂美を憎悪し彼女に対しての殺人未遂と住居への放火事件を起こす。直後に心神喪失として刑事責任を免れ､同時に友和の意思で精神病院に処置入院させられる。退院後は友和の用意した家に住んでいたが、病院で知り合った遠藤に夢中になり、家に連れ込んだ事が近所で話題になり、周囲から注意を受けたことに反発。生まれたばかりの舞子を虐待し洋に罵倒された事もある。
その後、遠藤と駆け落ちをし戸建で暮らし始める。時折、「友和から財産を奪って来い」等の脅迫と暴力を受けていたが、彼に対しての愛情は本物で、友和によって施設入居の直前、遠藤の死の原因となった滝沢を刺し、再び情緒不安定になる。最終回では心の安定を取り戻した様子で、入居した施設で華道の教室を開講。同時に隣の棟に住む関谷という男と親密になっている。ファーストネームは不明だが、貴史、遠藤、関谷のセリフに「高乃」という名が見られる。
秋野洋
友和と緋呂美の息子。素直で愛情深い性格で杳子と秋野夫人に懐いており、妹の舞子を兄として守ろうとする。
遠藤によって緋呂美と一緒に崖から突き落とされた事がある。
母方の従姉妹である杏奈を当初、嫌悪して加奈江を嫌いと言って彼女を怒らせたが次第に仲良くなる。
秋野舞子
友和と緋呂美の娘。生まれて間もなく緋呂美に置き去りにされ、世話をしていた加奈江を母と思い込んでいた時期がある。
小椋杏奈
昴と加奈江の娘。愛らしく素直な性格。加奈江と杳子の対立を目の当たりし、ショックを受けたり、「ママがおばさまの様な人だったらいいのに」と緋呂美に言う。加奈江の妊娠を知って「お姉ちゃんになる」と喜んでいた。
小椋雄
昴と加奈江の息子。両親の早まった行為が元で未熟児で生まれ、加奈江を悩ませた。一時、秋野家に預けられるが、風邪で緋呂美に病院に連れて行って貰っている。
小泉浩子
ホステスの私生児として生まれ、貧困の中で育つ。父は母が妊娠中に亡くなった事にされていたが、中学校卒業直後に母が酔って事故に遭い、搬送された病院で過去に関係を持った友和の父の名、そして彼と結婚出来なかった理由として秋野夫人への憎悪を告げて死亡。恋人の純一に頼んで経済的に困窮している事、どうにかして欲しい事を秋野家に告げに行って貰うが、父は亡くなっており、認知等の証拠がない事を持ち出され夫人から母を「誰とでも寝る汚らわしい女」と侮辱されてしまう。自身の名等、素性を知られてないとして秋野家に使用人として入り込み（実は素性を知られていた）夫人と緋呂美に対して器物破損、傷害、食品への異物混入などを展開。特に緋呂美に対しては「苦労知らず」「嫁姑の諍い如きで不幸ヅラをしているのが憎い」として殺人未遂事件まで起こしている。
同時に純一を通して知り合った美雪の依頼で綾乃の幽霊に変装し、小椋家に侵入。杳子殺害を企てたことがある。撮影した写真に写ったお面と顔の境目、左腕のほくろ。そして緋呂美が管理事務所に問い合わせた休日などから犯行が発覚する。家を訪れて事情を聞いた杳子の前で号泣するが、その直後に秋野夫人の仕向けた嫌がらせ屋の仕打ちで、町を逃げ出す。やや素行に問題があるが、亡くなった母への愛情を抱いている。
純一
浩子の恋人。浩子からの依頼を受け、友和の父が亡くなった直後、彼が浩子の母と愛人関係にあり、こどもが生まれていると伝えている（この時に浩子の名は聞かれていない）。のちに浩子からの依頼で夫人を突き落として殺害を企てる。
美雪の経営するブティックで売り子として働いていた事があるが、売上金を誤魔化したり、商品を持ち出して売り払っていたのを知られ解雇される等、素行に問題あり。のちに美雪からの依頼で杳子への嫌がらせに荷担するが、秋野夫人の差し金で浩子と一緒に逃げ出さざるを得ない状況になってしまう。
斎村
家出をした緋呂美を事故から守ろうとした場面を友和に誤解されて殴られる。のちに再会した緋呂美と不倫関係になり駆け落ちの末、追って来た貴史に叱られた挙げ句、こっそりついて来ていた友和に刺されて負傷。
しかし友和が経営破綻に伴う罪状で執行猶予中だと言う事を気遣い、警察に対して「緋呂美から別れを切り出されて自棄になり、自殺を企てた」と偽証し、彼女を友和と復縁させる。
前島布宇子
貴史の愛人（曜日指定の契約愛人）で彼より25歳年下(昴と同年代の様子)もとは大手企業の重役の娘で父の部下と見合いで結婚しており、ドライな性格ながらも周囲とは折り合いはついていた。しかし父が汚職で退任。出世コースを外された夫が自棄になった事から家庭崩壊。行きずりの男と関係を持ち、そこで初めて男に愛情を抱くも行為の後、金を渡されてショックを受ける。同時にそれを知った姑から、「生活費の為」として売春を勧められたのをきっかけに離婚。その頃から援助交際に肯定的な思想を抱く拝金主義者、かつ女に対して攻撃的・悪意を持つ性格に変貌。貴史の不貞を知って呼び出しを掛けた杳子を侮辱（この事を理由に杳子から憎悪される様になる）
杳子に悪態をついた直後、パトロンの1人だった坂見の妻、八重子によって顔に負傷させられ、同時に貴史を始めとする男達から圧力を掛けられ、八重子への告訴を取り下げる。貴史に対してわずかではあるが恋愛感情を抱いていた節もあり一度、小椋家の前に姿を現すが貴史は見向きもしなかった。怪我の回復後、他の男達との援助交際、ホステスの仕事などを再開し京都へ移住。そこで緋呂美の不倫をかぎつけ杳子に密告し、強請を掛けるが罵倒される。
直後に緋呂美を心配してやって来た貴史と再会。「愛人関係を持ったのは過ちだった」等、本心を伝えられ、心境に変化が発生。緋呂美の居場所を伝えている。男心などを読み取るのが上手。
坂見八重子
布宇子と愛人契約を結んでいた男の元妻。順風満帆な人生を送っており、住宅事情等から同居をしていた息子夫婦とも良い関係を構築していた。しかし息子夫婦の性行為に興味を持ち、壁の穴からのぞき見をした夫を叱責した事から夫婦関係が悪化（この事が元で息子夫婦は別居を選択する）性的なものに異常なまでに固執する夫。そして愛人契約を結んでいた布宇子を憎悪。後をつけてゆき彼女を襲撃している。この事件に関してはその場に居合わせた杳子に嫌疑が掛けられたが、夫が「犯人は私の妻」と貴史に連絡。離婚となった事で貴史を階段から突き落とそうとしたり、一緒に居合わせた洋に悪態をついたりするが、杳子に諭されて更生を決意。
遠藤
秋野夫人が処置入院中に知り合った男で強欲で身勝手な性格。夫人に取り入り同居し、財産を狙って隣家に住む緋呂美とこども達に嫌がらせを展開。杳子が駅のホームから突き落とされそうになった時、偶然に居合わせた事もあり救助するが、日頃のおこないを理由に犯人だと疑われてしまう（周囲の目撃情報で犯人ではないと証明される）
のちに夫人と駆け落ち。しかし彼女自身には大した財産がないと知るとＤＶ化。その後、娘の真弓らの仕組んだ爆発事件に巻き込まれて意識不明の重体になったのち、死去する。友和を始めとする秋野家、そして小椋家から徹底的に憎悪されていた。
広田真弓
遠藤の娘。両親は正式に結婚しておらず認知扱い（広田は母の姓）　母を弄んで捨てた父を憎悪。保険金の受取人を真弓にした事しか「父親らしいこと」をしていないと呟いたこともある(結局､掛け金は真弓自身が支払う様になっていた)
中国に出かけた杳子の前に突然に現れたり、緋呂美に対して本心を打ち明けたことがある。愛人の滝沢の経済危機を救う為、父に掛かっていた保険金目当てで爆死させ、友和を騙す形で関係を持ち濡れ衣を着せようとする。のちに友和によって滝沢と共に警察に突き出され逮捕となる。
滝沢章一
古物商経営者。自分の店の経営が困窮し、真弓の父への憎悪を利用し保険金殺人を共謀。しかし真弓が友和に本気になったと勘違いをして彼女を殺害しようと乗り込むが、真弓を問い詰めていた友和に警察を呼ばれ、同時に「遠藤を殺した犯人」として秋野夫人に刺されて負傷。詐欺罪と殺人罪等で逮捕されるが、夫人の行為については訴えないと発言。ちょび髭を生やしている。
大原
杳子が家出先の温泉で知り合った脚本家の女性。杳子に嫁姑を扱ったドラマを執筆している事を伝える。杳子と加奈江の争う姿、杳子が事故に遭遇する場面を目撃し警察に証言。のちに杳子の体験をもとにドラマを制作すると伝えている。
宮城浩二
自身の身勝手な態度が元で家庭崩壊。妻に責任転嫁をして暴力を振るっていたが、のちに有責配偶者として離婚される。妻がホットラインに電話相談をしたこと、その時にアドバイスをしたのが杳子だと突き止めて逆恨みし、遠藤の悪行と時期を平行する形で杳子を付け狙い、同時に秋野家の周辺でもトラブルを起こす。のちに殺人事件の新聞記事を自身と重ね合わせ反省。警察へ出頭する。
関谷
秋野夫人と同じ施設の隣の棟に入居する豪放な印象を持つ中年男性。関係を知った緋呂美をやきもきさせるが、友和から「遠藤の様な悪い人間ではない」と太鼓判を押される。

## 主題歌
- 『ためいき』 歌：シャ乱Q （BMGジャパン）

作詞・作曲：つんく 編曲:シャ乱Q

## スタッフ
- 原作：井出知香恵
- 脚本：江連卓
- 音楽：本多俊之
- プロデュース：五十嵐文郎、高橋勝、松村憲三
- 監督：江崎実生、小島穹
- 制作：テレビ朝日、CUC

## サブタイトル
| 01                                                        | 1998年4月9日  | 引き裂かれた花嫁衣装             | 17.0% |
| 02                                                        | 1998年4月16日 | 呪われた妊婦                     | 13.0% |
| 03                                                        | 1998年4月23日 | ムチ打たれる嫁                   | 13.1% |
| 04                                                        | 1998年4月30日 | 義父と嫁の不倫                   | 12.8% |
| 05                                                        | 1998年5月7日  | お義母様死んで!!呪いのワラ人形嫁 | 12.4% |
| 06                                                        | 1998年5月14日 | 姑の逆襲!!呪いの藁人形           | 12.8% |
| 07                                                        | 1998年5月21日 | 姑の罠!墜ちた女の殺意            | 11.6% |
| 08                                                        | 1998年5月28日 | 嫁姑イビリ合い温泉旅行           | 11.0% |
| 09                                                        | 1998年6月4日  | 嫉妬の花嫁衣裳                   | 12.7% |
| 10                                                        | 1998年6月11日 | 嫁姑・遺産相続泥沼の争い         | 12.5% |
| 11                                                        | 1998年6月18日 | 嫁姑・京都不倫旅行のワナ         | 15.0% |
| 12                                                        | 1998年6月25日 | 嫁vs姑最後の戦い                 | 14.4% |
| 平均視聴率13.3%（視聴率は関東地区・ビデオリサーチ社調べ） |               |                                  |       |

| テレビ朝日系 木曜21時台・木曜ドラマ | テレビ朝日系 木曜21時台・木曜ドラマ | テレビ朝日系 木曜21時台・木曜ドラマ |
| 前番組                              | 番組名                              | 次番組                              |
| ----------------------------------- | ----------------------------------- | ----------------------------------- |
| 愛しすぎなくてよかった              | 凄絶!嫁姑戦争 羅刹の家              | 女教師                              |